# Saison 2023-2024 du Havre Athletic Club
 (mai 2024).
Maillots
Dernière mise à jour : 19 mai 2024.
Chronologie
Saison précédente Saison suivante
La saison 2023-2024 du Havre Athletic Club est la vingt-neuvième saison du club havrais en championnat de France de Ligue 1, l'équipe ayant obtenu le titre de champion de France de Ligue 2 lors de la saison précédente. Il s'agit de la première saison du club normand parmi l'élite depuis 2009, et la première fois que le stade Océane sera utilisé par le HAC dans cette compétition. Les Havrais participent également à la Coupe de France.
Après un mercato d'été marqué par de nombreux mouvements, au niveau des arrivées comme des départs, la saison du Havre débute de manière convaincante. Alors que le club vise le maintien, Le Havre est en milieu de tableau à la mi-saison. Le mois de février marque un tournant dans la saison du club. Après un mercato d'hiver marqué par de nombreux départs, définitifs ou en prêt et l'arrivée avortée de Malang Sarr, les résultats s'inversent et Le Havre perd de nombreuses rencontres. Éliminés en huitièmes de finale de la Coupe de France par le RC Strasbourg, les Normands ne remportent que trois rencontres sur la deuxième partie de saison. L'objectif du maintien est toutefois atteint et le club termine à la 15e place en Ligue 1.

## Transferts

### Transferts estivaux
Le début de mercato est marqué par le départ du capitaine et joueur emblématique Victor Lekhal, parti à Umm Salal au Qatar. En fin de contrat également, Jamal Thiaré rejoint la MLS et Atlanta United tandis qu'Amir Richardson rejoint le Stade de Reims. De jeunes joueurs, également en fin de contrat, quittent également Le Havre : Aristide Wam, Amadou Samoura ou Salifou Soumah ne font plus partie de l'effectif. D'autres joueurs sont quant à eux prêtés : Moussadek à Villefranche, Chadli et Pape Ibnou Ba à Concarneau et Yann Kitala à Almere en Eredivisie.
La première recrue du mercato estival est l'arrivée de l'expérimenté international hongrois Loïc Nego, provenant du Fehérvár FC. Plusieurs arrivées se succèdent : le jeune Cheick Doumbia du FC Lorient signe au club, suivi d'Issa Soumaré, auteur d'une belle saison en prêt à l'US Quevilly-Rouen l'année précédente. Après avoir enregistré les arrivées de Kandet Diawara et de Yoann Salmier, Le Havre semble réaliser un gros coup en engageant l'international russe Daler Kouziaïev. Rassoul Ndiaye est recruté en provenance du FC Sochaux-Montbéliard pour 1,5M€, accompagné d'Abdoulaye Touré et d'Emmanuel Sabbi. À la recherche d'un buteur depuis le début de l'été, le HAC enregistre l'arrivée de Mohamed Bayo en prêt lors du dernier jour du mercato, en provenance du Lille OSC.

### Transferts hivernaux
Le mercato hivernal présente la particularité de n'avoir vu aucun joueur arriver au Havre, André Ayew ayant signé libre au mois de novembre. Une arrivée semblait actée, celle de Malang Sarr de Chelsea, finalement annulée par le club anglais lors du dernier jour du mercato.
Cinq départs sont annoncés lors du mercato hivernal : Nabil Alioui rejoint la Turquie et l'Adana Demirspor, tout comme Nolan Mbemba en Ligue 2 au Grenoble Foot 38. Pape Ibnou Ba, prêté à l'US Concarneau, est libéré de son contrat et s'engage définitivement avec le club breton. Ne pouvant pas accueillir plus de deux joueurs en prêt en provenance du même club, la résiliation du prêt de Ba permet à Kandet Diawara de rejoindre également l'US Concarneau en prêt jusqu'à la fin de la saison. Mohamed Koné et Issa Soumaré rejoignent également la Ligue 2 en prêt, respectivement à l'USL Dunkerque et à l'AJ Auxerre.

## Effectif professionnel
Le tableau suivant dresse la liste des joueurs faisant partie de l'effectif havrais pour la saison 2023-2024.
En grisé, les sélections de joueurs internationaux chez les jeunes mais n'ayant jamais été appelés aux échelons supérieurs une fois l'âge-limite dépassé ou les joueurs ayant pris leur retraite internationale.

### Statistiques individuelles

#### Joueurs prêtés
| Joueur           | Poste     | Club                       | Division   | Championnat | Championnat | Championnat | Championnat  | Championnat | Coupe nationale | Coupe nationale | Coupe nationale | Coupe nationale | Coupe nationale | Total | Total       | Total  | Total        | Total |
| Joueur           | Poste     | Club                       | Division   | MJ          | But inscrit | Averti      | Carton rouge | Min.        | MJ              | But inscrit     | Averti          | Carton rouge    | Min.            | MJ    | But inscrit | Averti | Carton rouge | Min.  |
| ---------------- | --------- | -------------------------- | ---------- | ----------- | ----------- | ----------- | ------------ | ----------- | --------------- | --------------- | --------------- | --------------- | --------------- | ----- | ----------- | ------ | ------------ | ----- |
| Mohamed Koné     | Gardien   | USL Dunkerque              | Ligue 2    | 15          | 0           | 2           | 0            | 1328        | 0               | 0               | 0               | 0               | 0               | 15    | 0           | 2      | 0            | 1328  |
| Djamal Moussadek | Défenseur | FC Villefranche Beaujolais | National   | 29          | 0           | 4           | 0            | 2488        | 2               | 0               | 0               | 0               | 150             | 31    | 0           | 4      | 0            | 2638  |
| Nassim Chadli    | Attaquant | US Concarneau              | Ligue 2    | 22          | 3           | 4           | 0            | 1491        | 1               | 1               | 0               | 0               | 90              | 23    | 4           | 4      | 0            | 1581  |
| Yann Kitala      | Attaquant | Almere City                | Eredivisie | 15          | 2           | 3           | 0            | 478         | 2               | 0               | 0               | 0               | 105             | 17    | 2           | 3      | 0            | 583   |
| Kandet Diawara   | Attaquant | US Concarneau              | Ligue 2    | 15          | 2           | 1           | 0            | 965         | 0               | 0               | 0               | 0               | 0               | 15    | 2           | 1      | 0            | 965   |
| Issa Soumaré     | Attaquant | AJ Auxerre                 | Ligue 2    | 17          | 0           | 0           | 1            | 481         | 0               | 0               | 0               | 0               | 0               | 17    | 0           | 0      | 1            | 481   |
| Pape Ibnou Ba    | Attaquant | US Concarneau              | Ligue 2    | 15          | 5           | 0           | 0            | 1192        | 0               | 0               | 0               | 0               | 0               | 15    | 5           | 0      | 0            | 1192  |

## Compétitions

### Préparation d'avant-saison
En plus des traditionnels matchs amicaux de préparation d'avant-saison et du trophée des Normands face au SM Caen, un stage a lieu du 10 au 15 juillet 2023 en Slovénie,. Les Havrais débutent idéalement leur préparation en disposant facilement du NK Triglav Kranj (9-2) puis du SM Caen (3-1),.
| 15e 32 points     | 1/8e de finale Face au RC Strasbourg |
| 7V 11N 16D        | 2V 0N 1D                             |
| TOTAL: 9V 11N 17D |                                      |

### Championnat

#### Classement
| Rang | Équipe               | Pts | J  | G  | N  | P  | Bp | Bc | Diff | Qualification ou relégation            |
| ---- | -------------------- | --- | -- | -- | -- | -- | -- | -- | ---- | -------------------------------------- |
| 13   | RC Strasbourg Alsace | 39  | 34 | 10 | 9  | 15 | 38 | 50 | −12  |                                        |
| 14   | FC Nantes            | 33  | 34 | 9  | 6  | 19 | 30 | 55 | −25  |                                        |
| 15   | Le Havre AC P        | 32  | 34 | 7  | 11 | 16 | 34 | 45 | −11  |                                        |
| 16   | FC Metz P            | 29  | 34 | 8  | 5  | 21 | 35 | 58 | −23  | Participation au barrage de relégation |
| 17   | FC Lorient           | 29  | 34 | 7  | 8  | 19 | 43 | 66 | −23  | Relégation en Ligue 2                  |

#### Résultats par journée
| Journée   | 01 | 02  | 03  | 04  | 05  | 06 | 07  | 08  | 09  | 10  | 11 | 12 | 13 | 14  | 15  | 16  | 17  | 18  | 19  | 20  | 21  | 22  | 23  | 24  | 25  | 26  | 27  | 28  | 29  | 30  | 31  | 32  | 33  | 34  |
| --------- | -- | --- | --- | --- | --- | -- | --- | --- | --- | --- | -- | -- | -- | --- | --- | --- | --- | --- | --- | --- | --- | --- | --- | --- | --- | --- | --- | --- | --- | --- | --- | --- | --- | --- |
| Terrain   | E  | D   | E   | D   | E   | D  | D   | E   | D   | E   | E  | D  | E  | D   | E   | D   | E   | D   | E   | E   | D   | E   | D   | E   | D   | E   | D   | E   | D   | D   | E   | D   | E   | D   |
| Résultats | N  | D   | N   | V   | N   | V  | D   | D   | N   | N   | V  | N  | N  | D   | D   | V   | D   | V   | N   | N   | D   | D   | D   | D   | V   | D   | D   | N   | D   | D   | N   | V   | D   | D   |
| Points    | 1  | 1   | 2   | 5   | 6   | 9  | 9   | 9   | 10  | 11  | 14 | 15 | 16 | 16  | 16  | 19  | 19  | 22  | 23  | 24  | 24  | 24  | 24  | 24  | 27  | 27  | 27  | 28  | 28  | 28  | 29  | 32  | 32  | 32  |
| Place     | 7e | 13e | 14e | 10e | 11e | 7e | 10e | 12e | 11e | 13e | 8e | 9e | 9e | 10e | 11e | 10e | 11e | 11e | 11e | 11e | 11e | 12e | 14e | 15e | 12e | 13e | 15e | 14e | 15e | 16e | 15e | 15e | 15e | 15e |

### Coupe de France
La Coupe de France 2023-2024 est la 107e édition de la Coupe de France, une compétition à élimination directe mettant aux prises les clubs de football amateurs et professionnels à travers la France métropolitaine et les DOM-TOM. Elle est organisée par la FFF et ses ligues régionales.

## Bilan de la saison
- Premier but de la saison :  Gautier Lloris   6e contre le Montpellier HSC (2 - 2), le 13 août 2023 (1re journée).
- Premier but sur penalty :  Mohamed Bayo   50e (pen.) contre l'OGC Nice (3 - 1) le 16 décembre 2023 (16e journée).
- Premier doublé :   Nabil Alioui   39e   69e contre le Stade rennais FC (2 - 2), le 27 août 2023 (3e journée).
- But le plus rapide d'une rencontre :  Nabil Alioui   3e contre le Clermont Foot 63 (2 - 1), le 24 septembre 2023 (6e journée).
- But le plus tardif d'une rencontre : 
  -  Nolan Mbemba   90+6e contre le FC Lorient (3 - 0), le 3 septembre 2023 (4e journée).
  -  André Ayew   90+6e contre le RC Strasbourg (3 - 1), le 4 mai 2024 (32e journée).
  -  Mohamed Bayo   90+6e contre l'Olympique de Marseille (1 - 2), le 19 mai 2024 (34e journée).
- Plus grand nombre de buts marqué contre l’adversaire : 3 buts
  - 3 - 0 contre le FC Lorient, le 3 septembre 2023 (4e journée).
  - 3 - 1 contre l'OGC Nice, le 16 décembre 2023 (16e journée).
  - 3 - 1 contre l'Olympique lyonnais, le 14 janvier 2024 (18e journée).
  - 3 - 3 contre le FC Lorient, le 28 janvier 2024 (19e journée).
  - 3 - 3 contre le Paris Saint-Germain, le 27 avril 2024 (31e journée).
  - 3 - 1 contre le RC Strasbourg, le 4 mai 2024 (32e journée).
- Plus grand nombre de buts marqué par l’adversaire : 3 buts
  - 3 - 0 contre l'Olympique de Marseille, le 8 octobre 2023 (8e journée).
  - 3 - 3 contre le FC Lorient, le 28 janvier 2024 (19e journée).
  - 3 - 0 contre le Lille OSC, le 17 février 2024 (22e journée).
  - 3 - 3 contre le Paris Saint-Germain, le 27 avril 2024 (31e journée).
- Plus grand nombre de buts marqués dans une rencontre : 6 buts
  - 3 - 3 contre le FC Lorient, le 28 janvier 2024 (19e journée).
  - 3 - 3 contre le Paris Saint-Germain, le 27 avril 2024 (31e journée).
- Plus large victoire à domicile : 3 buts d'écart
  - 3 - 0 contre le FC Lorient, le 3 septembre 2023 (4e journée).
- Plus large défaite à domicile : 2 buts d'écart
  - 0 - 2 contre le Lille OSC, le 1er octobre 2023 (7e journée).
  - 0 - 2 contre le Paris Saint-Germain, le 3 décembre 2023 (14e journée).
  - 0 - 2 contre le Montpellier HSC, le 31 mars 2024 (27e journée).
- Plus large victoire à l'extérieur : 1 but d'écart
  - 1 - 2 contre le Toulouse FC, le 5 novembre 2023 (11e journée).
- Plus large défaite à l'extérieur : 3 buts d'écart
  - 3 - 0 contre l'Olympique de Marseille, le 8 octobre 2023 (8e journée).
  - 3 - 0 contre le Lille OSC, le 17 février 2024 (22e journée).
- Meilleur classement de la saison en Ligue 1 : 7e (1re et 6e journées).
- Moins bon classement de la saison en Ligue 1 : 16e (30e journée).
- Plus grande affluence à domicile : 24 569 spectateurs contre le Paris Saint-Germain (0 - 2), le 3 décembre 2023 (14e journée).
- Plus petite affluence à domicile : 18 071 spectateurs contre le Clermont Foot 63 (2 - 1), le 24 septembre 2023 (6e journée).

Mis à jour le 19 mai 2024.